# Coupe d'Irlande de rugby à XV
La Coupe d'Irlande de rugby à XV est une compétition de rugby à XV irlandaise créée en 1922. Cette compétition ce dispute entre les quatre équipes ayant remporté la coupe de sa province respective. Elle est aussi appelée Bateman Cup.

## Historique
La coupe d'Irlande de rugby à XV commence en 1922 et se termine en 1939 après le début de la Seconde Guerre mondiale. En 1975, pour le centenaire de la fédération, une compétition a lieu, remportée par le St. Mary's College RFC.
La compétition est reprise en 2006 par les équipes disputant le championnat d'Irlande de rugby à XV, sous un nouveau format regroupant un plus grand nombre de clubs. Mais en 2010, l'IRFU retire son projet et la compétition reprend sa formule initiale d'avant-guerre en 2010.

## Format
La coupe d'Irlande a connu deux formats :
- Compétition connue sous le nom de la Bateman Cup (entre 1922 et 1939, puis en 1975 et depuis 2010) : les quatre meilleures équipes des quatre provinces irlandaises s'affrontent.
- Compétition connue sous le nom de AIB Cup (entre 2006 et 2010) : toutes les équipes de la All Ireland League participent (soit 48 équipes)[2].

## Palmarès
AIB Cup (entre 2006 et 2010)
| Saison | Vainqueur             | Score   | Finaliste              |
| ------ | --------------------- | ------- | ---------------------- |
| 2006   | Cork Constitution RFC | 37 - 12 | St. Mary's College RFC |
| 2007   | Garryowen FC          | 20 - 7  | Belfast Harlequins     |
| 2008   | Shannon RFC           | 12 – 9  | Blackrock College RFC  |
| 2009   | Ballynahinch RFC      | 17 – 6  | Cork Constitution RFC  |
| 2010   | Cork Constitution RFC | 15 – 11 | Garryowen FC           |

Bateman Cup (depuis 2010)
| Saison | Vainqueur             | Score   | Finaliste              |
| ------ | --------------------- | ------- | ---------------------- |
| 2011   | Bruff RFC             | 24 – 18 | Dungannon RFC          |
| 2012   | Garryowen FC          | 24 - 6  | Ballymena RFC          |
| 2013   | Cork Constitution RFC | 24 - 19 | St. Mary's College RFC |
| 2014   | Cork Constitution RFC | 19 - 6  | UCD                    |
| 2015   | Cork Constitution RFC | 24 - 9  | Clontarf FC            |
| 2016   | Cork Constitution RFC | 38 - 19 | Galwegians RFC         |
| 2017   | Cork Constitution RFC | 18 - 13 | Old Belvedere RFC      |
| 2018   | Lansdowne RFC         | 32 - 12 | Cork Constitution RFC  |

## Bilan (depuis 2006)
| Club                  | Titre(s) | Premier(s) - Dernier(s) |
| --------------------- | -------- | ----------------------- |
| Cork Constitution RFC | 7        | 2006-2017               |
| Garryowen FC          | 2        | 2007-2012               |
| Lansdowne RFC         | 1        | 2018                    |
| Shannon RFC           | 1        | 2008                    |
| Ballynahinch RFC      | 1        | 2009                    |
| Bruff RFC             | 1        | 2011                    |